# Mayacaceae
Mayacaceae is de botanische naam voor een familie van eenzaadlobbige planten. Een familie onder deze naam wordt vrij regelmatig onderscheiden door systemen van plantensystematiek, en ook door het APG-systeem (1998) en APG II-systeem (2003).
Het gaat om een kleine familie, van één geslacht: Mayaca. Dit telt minder dan een dozijn soorten die voorkomen in de warme delen van Amerika, met één soort in West-Afrika. Deze plantjes groeien in moerassen, in of buiten het water, en doen, zo op het oog, wel wat denken aan een wolfsklauw.
In APG I werd de familie niet ingedeeld in een orde, maar alleen in de clade commelinoids (in de 23e druk van Heukels' Flora van Nederland vertaald met "Commeliniden"); in APG II wordt ze geplaatst in de orde Poales. In het Cronquist-systeem (1981) was de plaatsing in de orde Commelinales.